# Szczawian miedzi(II)
Szczawian miedzi(II) – organiczny związek chemiczny z grupy szczawianów, sól kwasu szczawiowego i miedzi na II stopniu utlenienia.